# يوري إيفانكوفيتش
يُوري إيفانكوفيتش هو لاعب كرة قدم بوسني، ولد في 15 نوفمبر 1985 في شيروكي برييغ في البوسنة والهرسك. شارك مع منتخب البوسنة والهرسك لكرة القدم. أما مع النوادي، فقد لعب مع نادي شيروكي برييغ.

## وصلات خارجية
- يوري إيفانكوفيتش على موقع قاعدة بيانات كرة القدم.إي يو (الإنجليزية)
- يوري إيفانكوفيتش على موقع ناشيونال فوتبول تيمز (الإنجليزية)
- يوري إيفانكوفيتش على موقع Soccerway.com (الإنجليزية)
- يوري إيفانكوفيتش على موقع عالم كرة القدم.نت (الإنجليزية)
- يوري إيفانكوفيتش على موقع GSA (الإنجليزية)